# Life thru a Lens
Life thru a Lens први је студијски албум енглеског певача Робија Вилијамса. То је његов први албум откад је напустио групу Тејк дет.

## Листа песама
| №               | Назив                      | Аутор(и)                                           | Трајање |  |
| 1.              | Lazy Days                  | Роби Вилијамс, Гај Чејмберс                        | 3:54    |  |
| 2.              | Life thru a Lens           | Вилијамс, Чејмберс                                 | 3:07    |  |
| 3.              | Ego a Go Go                | Вилијамс, Чејмберс                                 | 3:34    |  |
| 4.              | Angels                     | Вилијамс, Чејмберс                                 | 4:25    |  |
| 5.              | South of the Border        | Вилијамс, Чејмберс                                 | 3:53    |  |
| 6.              | Old Before I Die           | Вилијамс, Дезмонд Чајлд, Ерик Базилијан            | 3:53    |  |
| 7.              | One of God's Better People | Вилијамс, Чејмберс                                 | 3:33    |  |
| 8.              | Let Me Entertain You       | Вилијамс, Чејмберс                                 | 4:22    |  |
| 9.              | Killing Me                 | Вилијамс, Чејмберс                                 | 3:56    |  |
| 10.             | Clean                      | Вилијамс, Ентони Ген, Мартин Слатери, Ричард Хоули | 3:55    |  |
| 11.             | Baby Girl Window           | Вилијамс, Чејмберс                                 | 3:16    |  |
| 12.             | Hello Sir (скривена песма) | Вилијамс                                           | 1:26    |  |
| Укупно трајање: | Укупно трајање:            | Укупно трајање:                                    | 52:46   |  |